# 포어아를베르크 S반

포어아를베르크 S-반의 운행 지도

포어아를베르크 S반(Vorarlberg S-Bahn)은 오스트리아 포어아를베르크주의 지역 철도 서비스 레이블이다. 포어아를베르크 교통 협회(약칭 VVV)에 통합되어 티켓 가격을 관리하고, 국영 오스트리아 연방 철도(ÖBB) 및 개인 소유 몬타포너반(mbs)에서 운영한다. 포어아를베르크 외에도 네트워크는 독일의 린다우 마을과 스위스의 장크트마르그레텐 마을에 연결된다.

## 설립
2005년 12월, 최초의 봄바르디어 탤런트에게 S반 브랜드가 부여되었다. 그러나 VVV 시간표에만 이러한 서비스가 지정되어 있다. ÖBB는 이 서비스를 표준 지역 서비스로 운영했으며, 나중에 S1과 S3 노선이 인수되었다. 2020년 12월부터 mbs의 S4 노선도 S-반으로 지정된다.
차량 현대화는 2018년 ÖBB 시티젯 표준에 따라 시작되었다. 여기에는 새로운 페인트 구성표, 새로운 시트커버와 승객 정보 모니터가 포함된다.

## 노선

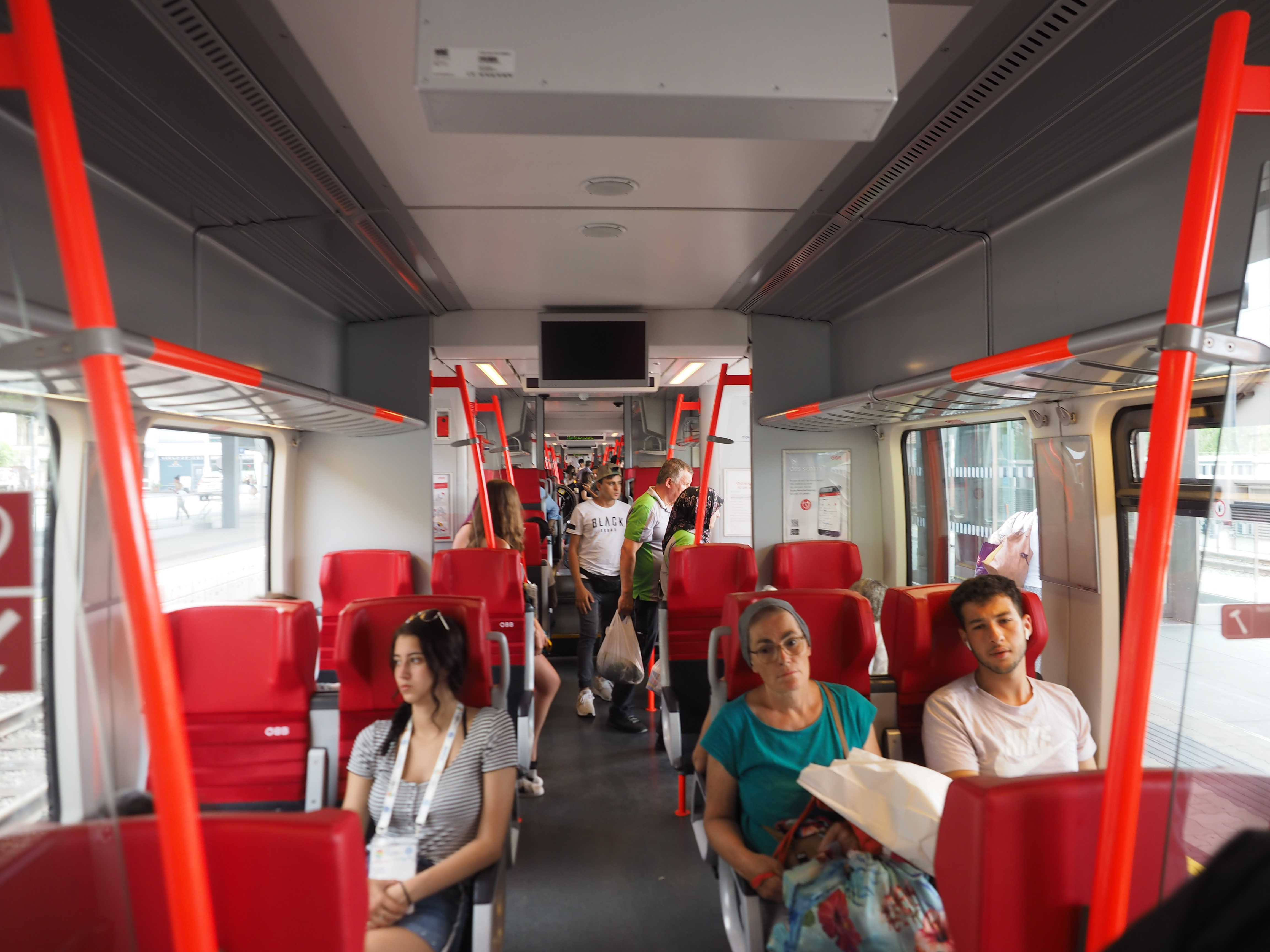
S1 노선은 린다우와 블루덴츠 사이를 운행한다.

### S1: 린다우-블루덴츠
S1은 포어아를베르크 S-반의 노선 중 가장 붐빈다. S반과 레기오날-익스프레스 열차는 10분 미만의 간격으로 별도의 트랙에서 운행된다. 2011년 12월부터 브레겐츠와 블루덴츠 사이에는 23:00까지 30분의 시간 간격이 있다. 경로를 따라 가장 중요한 도시 교통허브는 블루덴츠역, 브레겐츠역, 도른비른역 및 펠트키르히역이다.

### S3: 브레겐츠-장크트 마르그레텐
S3 열차는 현재 30분 간격으로 운행되며, 아침과 저녁에 몇 시간 간격으로 운행된다. 이 노선은 2016년까지 거의 연속적으로 30분 단위로 확장되었다. 종점이 장크트 마르그레텐역인 S3는 장크트갈렌 S반으로 연결된다. 경로를 따라 가장 중요한 지하철 노드는 루슈테나우이다. 경로에 있는 모든 이전 R 및 REX 열차는 S-반 열차가 되지만, 이전 정차 패턴을 유지한다.

### S4: 슈룬스-블루덴츠
S4 열차는 주로 시간 단위로 운행된다.

### S2 (제안): 펠트키르히-부흐스
펠트키르히-부흐스 철도는 이미 ÖBB에서 운영하고 있다. 라인을 업그레이드하고 프로젝트 이름 “S-반 리히텐슈타인”(이전 S-반 FL.A.CH) 하에 S-반 네트워크의 일부로 지정하는 제안이 진행 중이다. 2020년 4월 오스트리아와 리테크텐슈타인 간에 의향서가 체결되었다.

## 차량

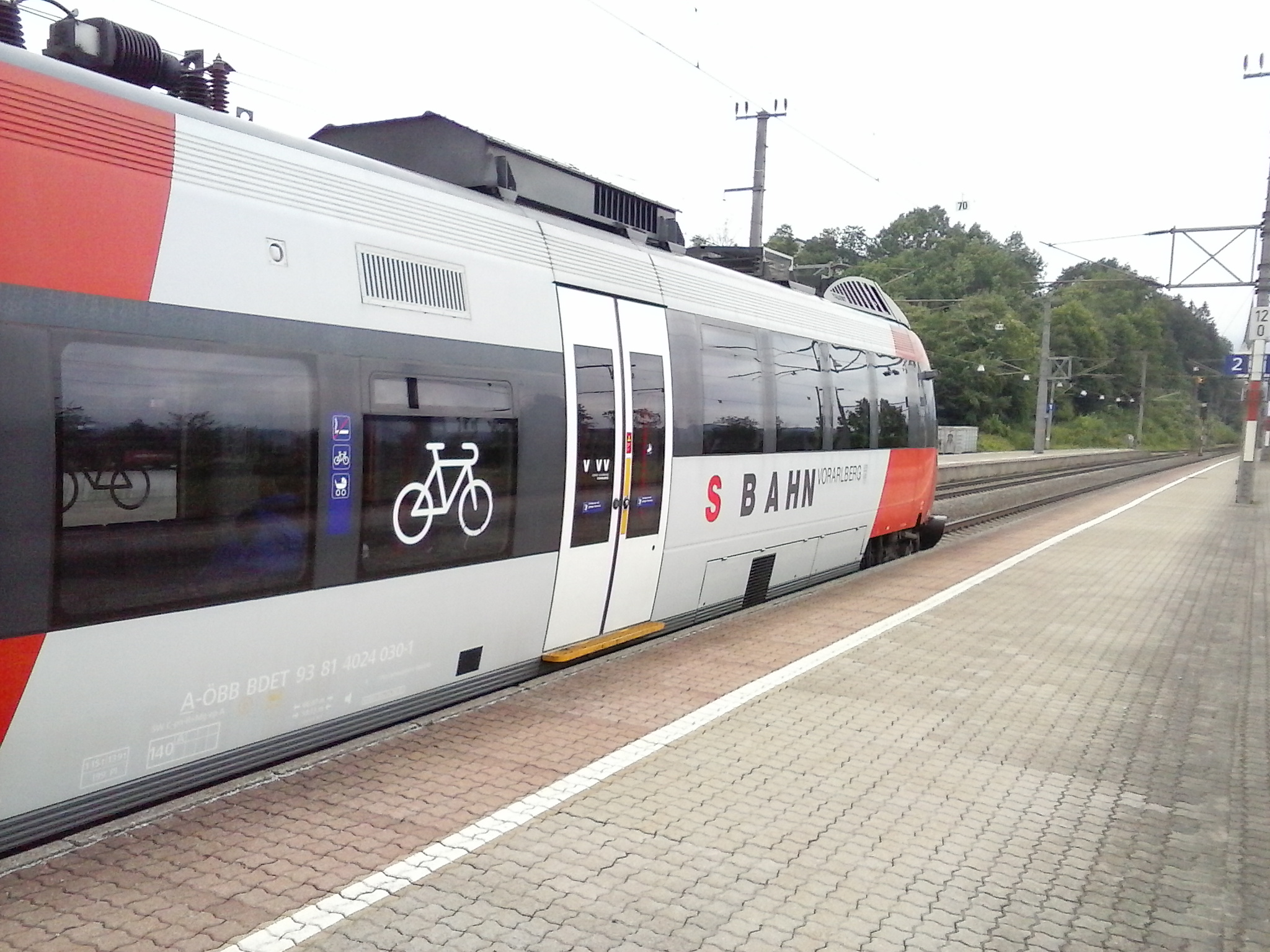
ÖBB 4024 포어아를베르크 S-반

ÖBB는 현재 모든 S-반 노선에서 1세대 봄바르디어 탤런트 클래스 4024를 운영하고 있다. ÖBB는 2019년 중반부터 인도를 위해 최대 300개의 새로운 봄바르디어 탤런트 3 유닛을 구매 하는 계약에 서명했다. 그러나 봄바르디어는 테스트에 뒤쳐져 있고, 탤런트 3가 아직 제공되지 않아 기존 탤런트 1 시리즈의 리퍼브가 촉진된다.
ÖBB는 2020년 11월 승객 테스트를 위해 단일 장치가 제공된 후 계약을 재입찰하기로 결정했다.